# Maria Elisabeth von Savoyen-Carignan

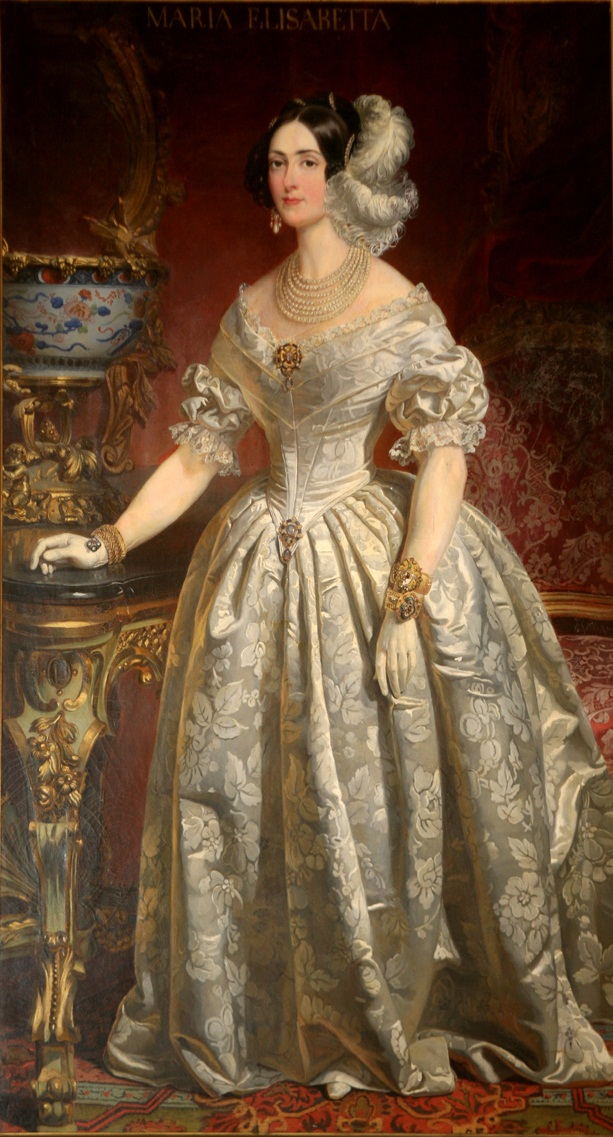
Maria Elisabeth von Savoyen-Carignan

Elisabeth von Savoyen-Carignan (italienisch Maria Francesca Elisabetta Carlotta Giuseppina; * 13. April 1800 in Paris; † 25. Dezember 1856 in Bozen) war eine Prinzessin von Savoyen und die Tante und Schwiegermutter von Viktor Emanuel II., des ersten Königs des vereinten Italiens.

## Leben
Elisabeth von Savoyen-Carignan wurde 1800 in Paris als Tochter von Charles Emmanuel, Prinz von Carignan (1770–1800) und Maria Christina von Sachsen, einer Enkelin von Friedrich August II./August III., geboren. Sie hatte einen älteren Bruder, Charles Albert, künftiger König von Sardinien.
Am 28. Mai 1820 wurde Elisabeth in Prag mit dem 36-jährigen Erzherzog Rainer Joseph von Österreich, Vizekönig des Königreichs Lombardo-Venetien, verheiratet. Sie war eine große Stütze für ihren Gemahl und übernahm viele Patronate, die für sie tätige Verpflichtung bedeuteten (Betreuungsheime für Kleinkinder, Waisen- und Armenhäuser, Krankenanstalten). Nicht lange vor dem Beginn der Revolution in Mailand 1848 reiste sie mit ihrem Ehemann aus der Lombardei ab und siedelte nach Südtirol über. Dort teilte sie sein Interesse für Wissenschaft und Künste.
Aus der Ehe Elisabeths mit Erzherzog Rainer Joseph gingen folgende Kinder hervor:
- Maria (1821–1844), Sternkreuzordensdame
- Adelheid (1822–1855)

⚭ 1852 König Viktor Emanuel II. von Sardinien-Piemont (1820–1878)
- Leopold (1823–1898), Feldmarschalleutnant[2]
- Ernst (1824–1899), Feldmarschalleutnant[3]

⚭ 1858 (morganatisch) Laura Skublics de Velike et Bessenyö (1826–1865)
- Sigismund (1826–1891), Feldmarschalleutnant
- Rainer (1827–1913)[3]

⚭ 1852 Erzherzogin Marie Karoline von Österreich-Teschen (1825–1915)
- Heinrich (1828–1891), Feldmarschalleutnant[3]

⚭ 1868 (morganatisch) Leopoldine Hofmann, „Freifrau von Waideck“ (1842–1891)
- Maximilian (1830–1839)

Elisabeth überlebte ihren Gatten um knapp vier Jahre und starb am Weihnachtstag 1856 im Alter von 56 Jahren in Bozen. In dieser Stadt wurde sie in der Gruft hinter dem Hochaltar der Mariä-Himmelfahrtskirche beigesetzt.

## Ehrungen
Nach Elisabeth von Savoyen-Carignan benannt ist die Pflanzengattung Elisanthe (Fenzl ex Endl.) Rchb. aus der Familie der Nelkengewächse (Caryophyllaceae) und die Art Großblütiges Leimkraut (Silene elisabethae Jan).